# Nik Omladič
Nik Omladič (ur. 21 sierpnia 1989 w Celje) – słoweński piłkarz grający na pozycji prawego pomocnika. Od 2015 jest zawodnikiem klubu Eintracht Brunszwik.

## Kariera klubowa
Swoją karierę piłkarską Omladič rozpoczął w klubie NK Šmartno ob Paki, w którym trenował do 2005 roku. Następnie podjął treningi w Rudarze Velenje. W sezonie 2006/2007 zadebiutował w jego barwach w słoweńskiej drugiej lidze. W sezonie 2007/2008 wywalczył mistrzostwo tej ligi oraz awans do pierwszej ligi. W zespole Rudaru grał do końca 2009 roku.
Na początku 2010 roku Omladič przeszedł do Olimpiji Lublana. Zadebiutował w niej 10 kwietnia 2010 w wygranym 3:1 wyjazdowym meczu z Rudarem. W sezonie 2011/2012 wywalczył z Olimpiją wicemistrzostwo Słowenii. W sezonie 2012/2013 powtórzył to osiągnięcie. W Olimpiji grał do końca 2014 roku.
W styczniu 2015 Omladič został piłkarzem niemieckiego drugoligowca, Eintrachtu Brunszwik. Swój debiut w nim zaliczył 8 lutego 2015 w przegranym 0:2 domowym spotkaniu z 1. FC Kaiserslautern.
| Sezon   | Klub                | Kraj     | Rozgrywki     | Mecze | Gole |
| ------- | ------------------- | -------- | ------------- | ----- | ---- |
| 2006/07 | Rudar Velenje       | Słowenia | 2. SNL        | 15    | 1    |
| 2007/08 | Rudar Velenje       | Słowenia | 2. SNL        | 24    | 3    |
| 2008/09 | Rudar Velenje       | Słowenia | 1. SNL        | 31    | 1    |
| 2009/10 | Rudar Velenje       | Słowenia | 1. SNL        | 13    | 2    |
| 2009/10 | Olimpija Lublana    | Słowenia | 1. SNL        | 7     | 1    |
| 2010/11 | Olimpija Lublana    | Słowenia | 1. SNL        | 15    | 1    |
| 2011/12 | Olimpija Lublana    | Słowenia | 1. SNL        | 24    | 1    |
| 2012/13 | Olimpija Lublana    | Słowenia | 1. SNL        | 34    | 7    |
| 2013/14 | Olimpija Lublana    | Słowenia | 1. SNL        | 28    | 10   |
| 2014/15 | Olimpija Lublana    | Słowenia | 1. SNL        | 16    | 5    |
| 2014/15 | Eintracht Brunszwik | Niemcy   | 2. Bundesliga | 15    | 1    |
| 2015/16 | Eintracht Brunszwik | Niemcy   | 2. Bundesliga |       |      |

## Kariera reprezentacyjna
W latach 2008–2009 Omladič grał w reprezentacji Słowenii U-21. W dorosłej reprezentacji Słowenii zadebiutował 30 marca 2015 roku w przegranym 0:1 towarzyskim meczu z Katarem, rozegranym w Dosze. W 59. minucie tego meczu zmienił Dejana Lazarevicia.